# Bolitoglossa hermosa
Bolitoglossa hermosa är en groddjursart som beskrevs av Papenfuss, Wake och Adler 1984. Bolitoglossa hermosa ingår i släktet Bolitoglossa och familjen lunglösa salamandrar. IUCN kategoriserar arten globalt som nära hotad. Inga underarter finns listade.